# Ferdinand Ohrt
Ferdinand Christian Peter Ohrt, född den 17 november 1873, död den 5 december 1938, var en dansk folklorist.
Ohrt studerade först teologi och blev 1898 teologie kandidat. Åren 1902–1914 var han adjunkt vid Sorø Akademi och ägnade sig åt finska studier, han publicerade 1907 en kortfattad dansk version av Kalevala (cirka 10 000 verser) samt 1908 ett samlingsverk över Finlands folkdiktning och verk om forskningsläget. Senare ägnade han sig mestadels åt folkloristisk forskning om magi och trolldom. År 1922 blev han filosofie doktor.